# Golfbag

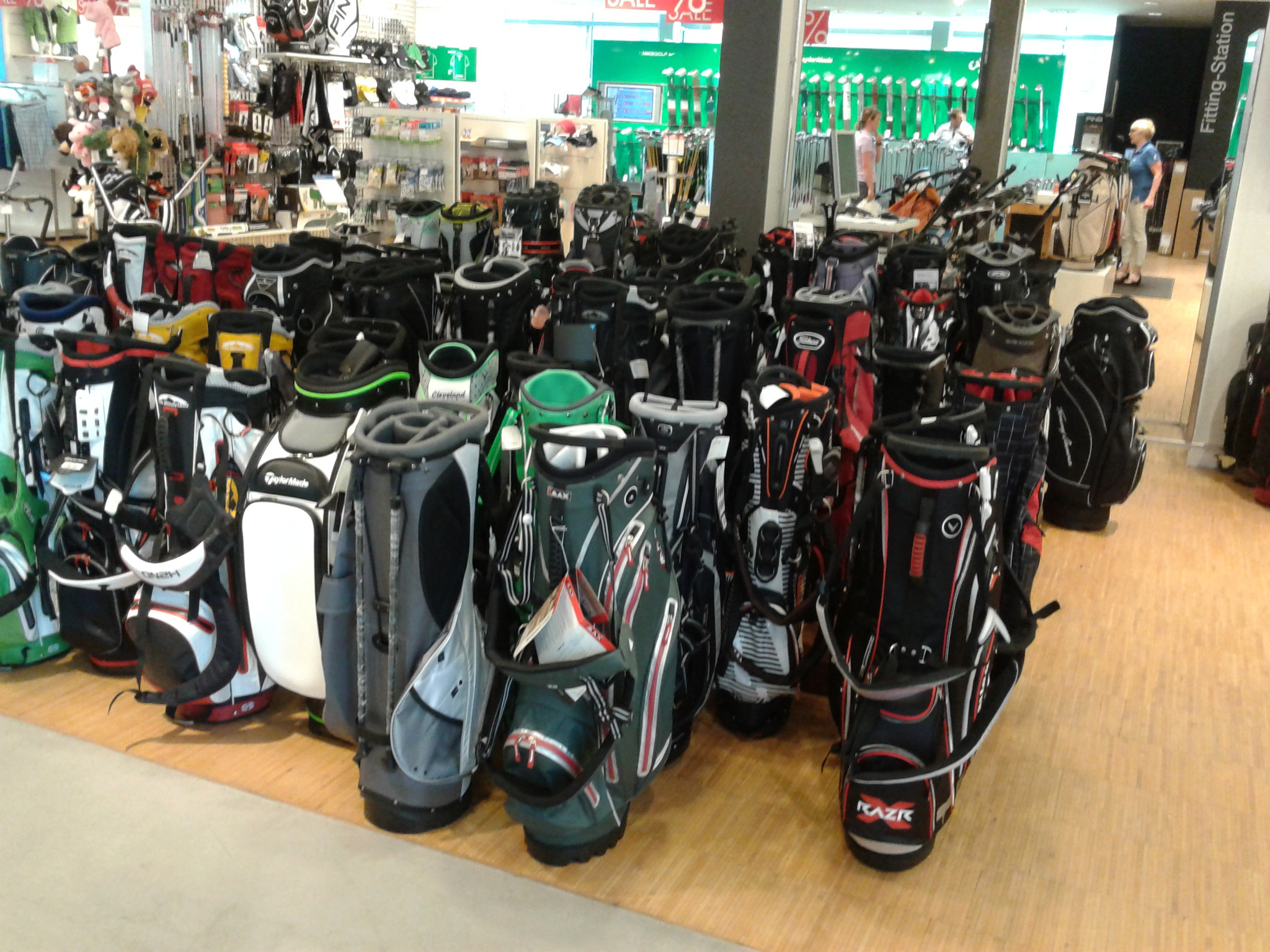
Olika golfbagar.

En golfbag (engelska för golfväska) är en transportabel förvaring av golfklubbor. Det finns bärbara golfbagar (carrybagar), som är försedda delvis med plana bottnar eller stativ, och vagnbagar (cartbagar), som är avsedda att dras som en vagn.

## Karakteristika
En bärbar golfbag väger mellan tre och sex kilogram, medan vagnbagen är skrymmande och därför väger mer. Utrustningen kännetecknas av:
- Flera fickor för jackor, bollar och drycker et cetera
- Stativ som fälls upp när golfbagen är nedställd (endast för bärbara golfbagar)
- Fack för förvaring och sortering av golfklubbor
- Remmar som används för att bära väskan

En ”pencil bag” är en smalare väska, med färre (4–6) klubbfack och lägre vikt.

## Klubbval
Enligt golfreglerna kan en spelare högst ha med sig 14 klubbor under en runda. En vanlig uppsättning klubbor är:
- Driver
- Trätrea
- Träfemma
- Järntrea
- Järnfyra
- Järnfemma
- Järnsexa
- Järnsjua
- Järnåtta
- Järnnia
- Pitching wedge
- Sandwedge
- Lobwedge
- Putter